# Барбара Радживиловна
Барбара Радживи́л или Барбара Радживиловна (Barbara Radziwiłł, на литовски: Barbora Radvilaitė, на полски: Barbara Radziwiłłówna, на беларуски: Барбара Радзівіл; * 6 декември 1520, Вилна; † 8 май 1551, Краков) е благородничка от литовския род Радживил и чрез женитба за полския крал Зигмунт II Август от 1550 г. кралица на Полша и велика княгиня на Литва.

## Биография
Тя е дъщеря на латвийския благородник хетман Юрий „Херкулес“ Радживил (1480 – 1541) и втората му съпруга Барбара Коланка († 1550). Сестра е на Николай Радживил Рижи, 1512 – 1584).
На 18 май 1537 г. тя е омъжена за Станисловас Гощаутас (ок. 1507 – 1542), войводата на Тракай, който умира на 18 декември 1542 г.
Барбара се омъжва между 28 юли и 6 август 1547 г. във Вилнюс за полския крал Зигмунт II Август (1520 – 1572), последният крал от династията Ягелони. Тя е втората му съпруга. Населението не е доволно и иска да се разделят. Той много я обича и на 7 декември 1550 г. тя е коронована за кралица и велика княгиня. Само след пет месеца тя умира на 8 май 1551 г. в Краков, вероятно от рак на матката. Кралят оттогава носи само черни дрехи.
По нейно желания тя е погребана в крипта на катедралата на Вилнюс, Литва.